# Municipio de Springfield (Minnesota)
El municipio de Springfield (en inglés: Springfield Township) es un municipio ubicado en el condado de Cottonwood en el estado estadounidense de Minnesota. En el año 2010 tenía una población de 120 habitantes y una densidad poblacional de 1,28 personas por km².

## Geografía
El municipio de Springfield se encuentra ubicado en las coordenadas 43°53′15″N 95°17′11″O / 43.88750, -95.28639. Según la Oficina del Censo de los Estados Unidos, el municipio tiene una superficie total de 93.46 km², de la cual 93,38 km² corresponden a tierra firme y (0,09 %) 0,08 km² es agua.

## Demografía
Según el censo de 2010, había 120 personas residiendo en el municipio de Springfield. La densidad de población era de 1,28 hab./km². De los 120 habitantes, el municipio de Springfield estaba compuesto por el 100 % blancos. Del total de la población el 0 % eran hispanos o latinos de cualquier raza.